# Dark Energy Spectroscopic Instrument
Le Dark Energy Spectroscopic Instrument (DESI) est un instrument scientifique permettant de réaliser des relevés astronomiques spectrographiques de galaxies lointaines. Les principaux composants sont un plan focal contenant 5 000 robots positionneurs de fibres optiques et un banc de spectrographes alimentés par les fibres,. DESI a pour but de sonder le déroulement de l'expansion de l'Univers et de mieux connaître la physique de l'énergie noire.
L'instrument, situé au sein de l'observatoire de Kitt Peak en Arizona, est exploité par le laboratoire national Lawrence-Berkeley (LBNL) avec un  financement principal du département de l'Énergie des États-Unis.

## Objectifs scientifiques
Le déroulement de l'expansion et la structure à grande échelle de l'univers sont deux prédictions clés des modèles cosmologiques, et les observations prévues dans le cadre du projet DESI devront permettre aux scientifiques de tester divers aspects de la cosmologie, de l'énergie sombre aux alternatives à la relativité générale, en passant par la masse des neutrinos. Les données de DESI seront exploitées via des cartes 3D de la distribution de la matière couvrant un volume sans précédent de l'univers avec des détails inégalés. Elles devraient fournir un aperçu de la nature de l'énergie sombre ou établir si l'accélération cosmique est due à une modification à l'échelle cosmique de la relativité générale.
DESI devra permettre de mesurer l'histoire de l'expansion de l'univers en utilisant les Oscillations acoustiques baryoniques (BAO) imprimées dans les amas de galaxies, les quasars et le milieu intergalactique. La technique BAO est un moyen fiable d'extraire des informations de distance à partir des regroupements de matière et de galaxies. Il ne repose que sur des structures à très grande échelle, et d'une manière qui permet aux scientifiques de séparer le pic acoustique de la signature BAO des incertitudes dans la plupart des erreurs systématiques des données. La BAO a été identifiée dans le rapport du groupe de travail sur l'énergie noire de 2006 comme l'une des principales méthodes d'étude de l'énergie noire. En mai 2014, le High-Energy Physics Advisory Panel, un comité consultatif fédéral mandaté par le département de l'Énergie (DoE) et la Fondation nationale pour la science (NSF) a approuvé le projet DESI.

## Carte 3D de l'univers

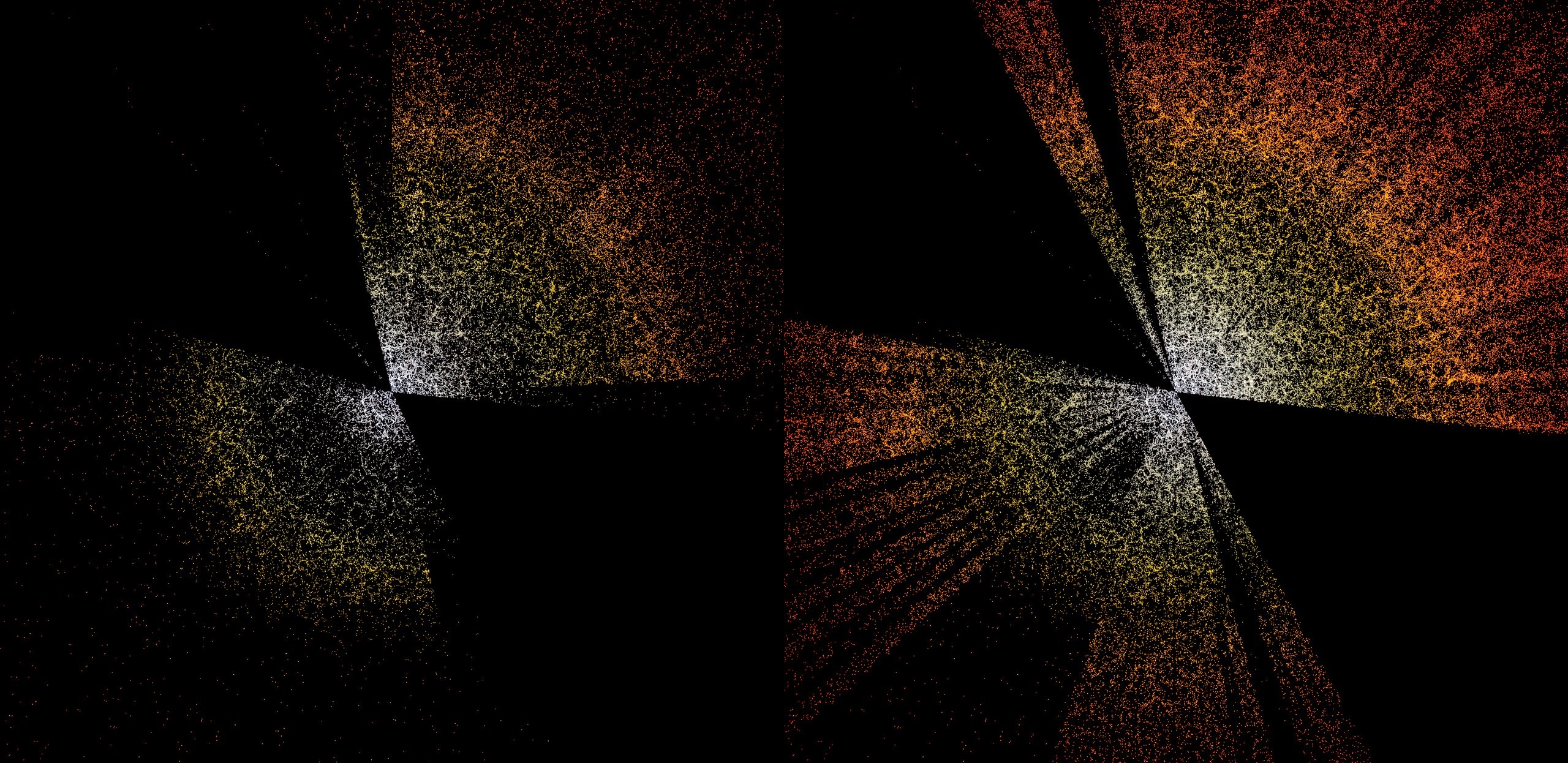
Comparaison du relevé Sloan à gauche composé d'environ 4 millions de galaxies et de quasars pris de 2000 à 2020 et du relevé DESI à droite composé d'environ 7,5 millions d'objets au cours de ses 7 premiers mois,.

La méthode BAO permet le réalisation d'une carte 3D des galaxies et des quasars distants créée à partir des informations angulaires et de décalage vers le rouge d'un grand échantillon statistique d'objets distants.
Pour cela, en obtenant des spectres de galaxies lointaines, il est possible de déterminer leur distance, via la mesure spectroscopique de leur décalage, et ainsi de créer une carte 3D de l'univers, qui fournit en sus des informations sur la masse du neutrino et les paramètres qui régissaient l'univers primordial.
Le relevé DESI débute le 15 mai 2021 et devrait durer cinq ans et observer 40 millions de galaxies et de quasars.

## Développement

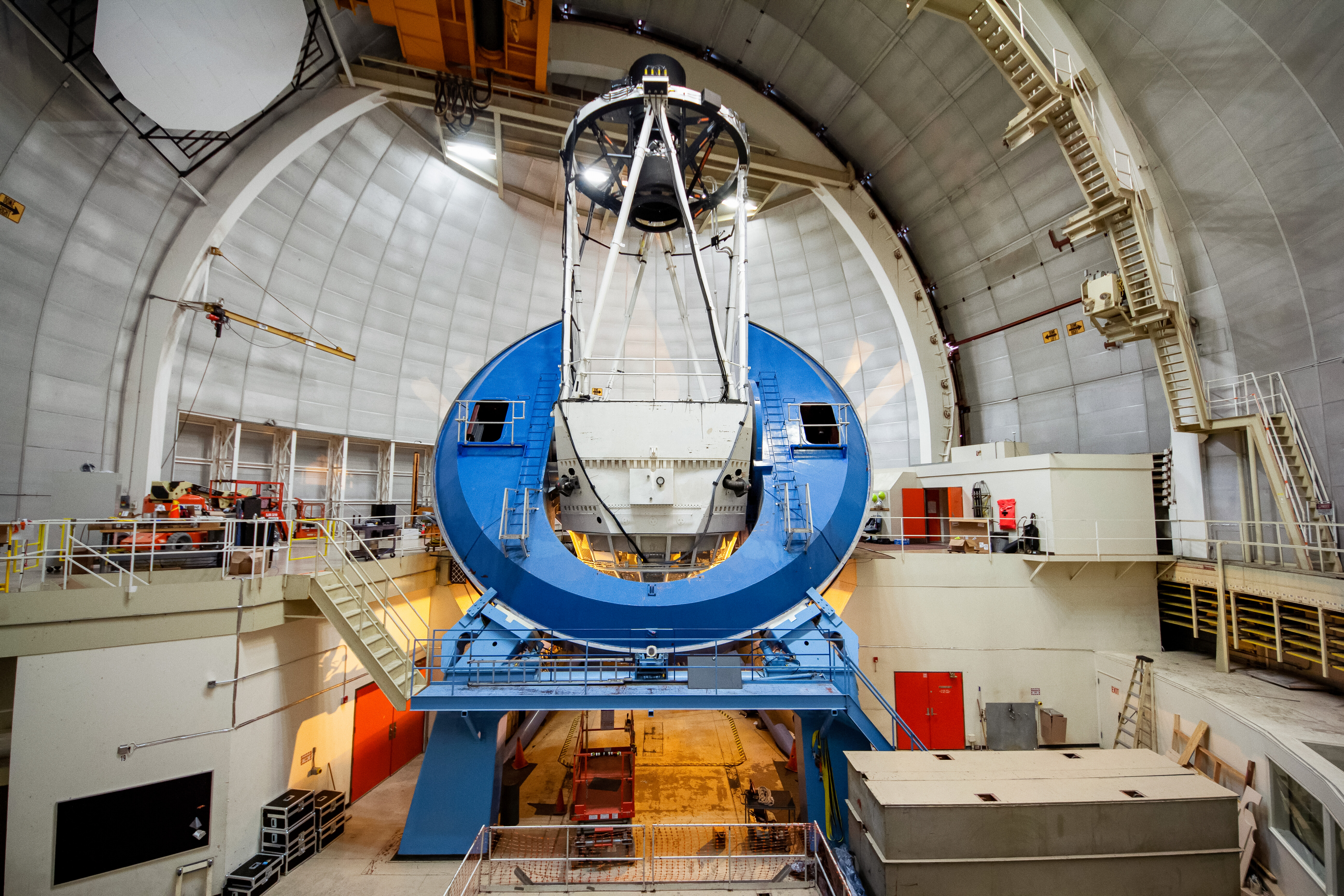
DESI installé sur le télescope Mayall

DESI implémente un nouveau spectrographe optique fortement multiplexé installé sur le télescope Mayall de 4 mètres de diamètre. La conception du correcteur optique crée un très grand champ de vision de 8,0 degrés carrés qui, combiné à la nouvelle instrumentation du plan focal, pèse environ 10 tonnes. Le plan focal accueille 5 000 petits positionneurs de fibres optiques contrôlés par ordinateur sur un pas de 10,4 millimètres. L'ensemble du plan focal peut être reconfiguré pour l'exposition suivante en moins de deux minutes pendant que le télescope se déplace vers le champ suivant.
DESI est capable d'acquérir 5 000 spectres simultanés sur une gamme de longueurs d'onde de 360 nm à 980 nm. La portée du projet DESI comprenait la construction, l'installation et la mise en service du nouveau correcteur à champ large et de son support, l'ensemble de plan focal avec 5 000 positionneurs et dix capteurs de guidage / mise au point / alignement, avec un total de 40 mètres de fibre reliant le plan focal aux spectrographes, dix spectrographes à 3 bras, un système de contrôle des instruments et un pipeline d'analyse de données.
La construction a été principalement financée par l'Office of Science (en) du département de l'Énergie des États-Unis et par de nombreuses autres sources internationales, notamment la Fondation nationale pour la science des États-Unis, le Science and Technology Facilities Council britannique, le CEA français, le Conseil national de la science et de la technologie mexicain, le ministère de la Science espagnol, ainsi que par la Fondation Gordon et Betty Moore, la Fondation Heising-Simons d'autres institutions encore.

## Histoire

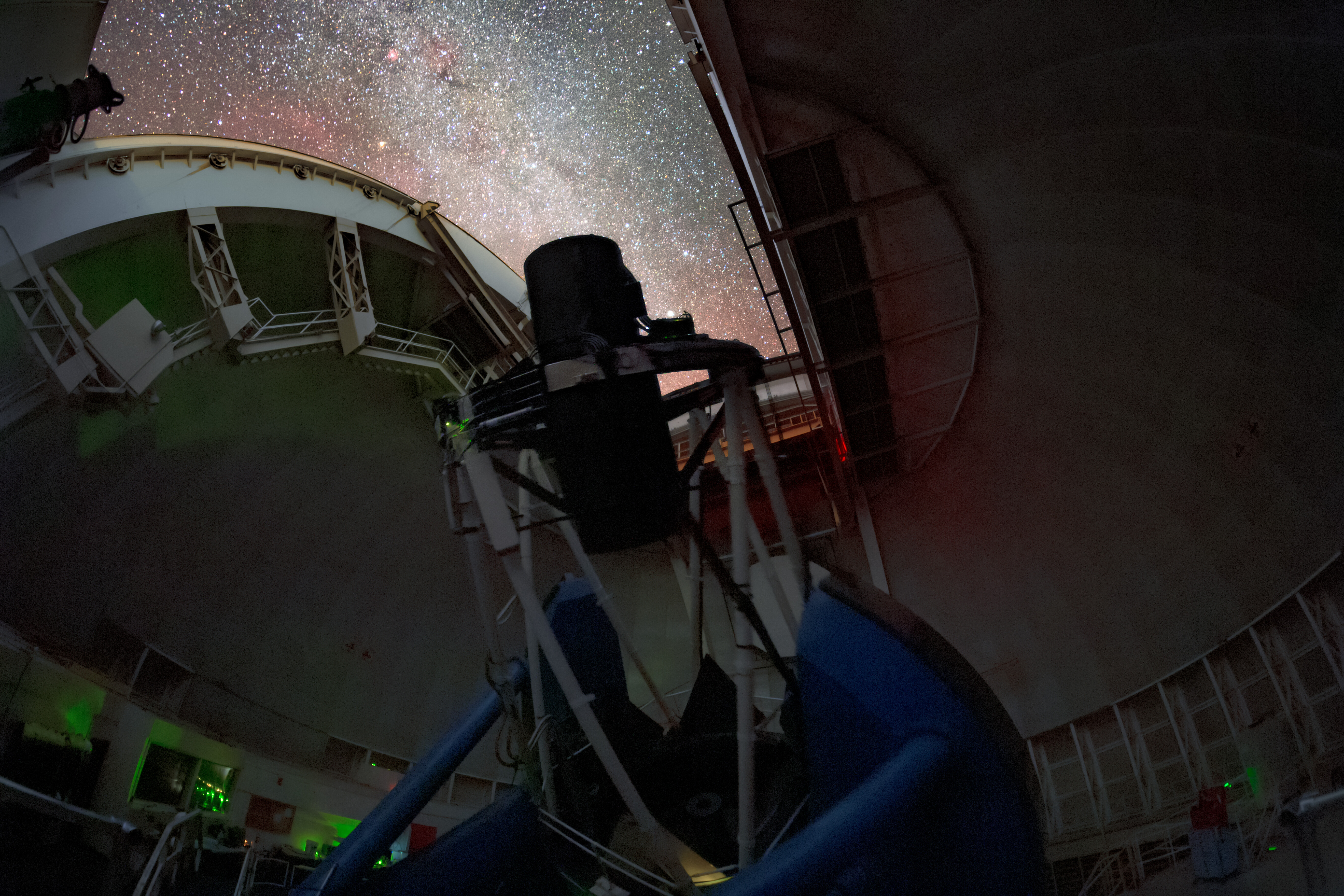
DESI a échappé au feu pour reprendre les relevés le 10 septembre 2022.

La R&D du projet démarre en décembre 2012 avec la désignation du laboratoire national Lawrence-Berkeley comme laboratoire de responsable. Michael Levi, senior scientist au LBNL, est nommé à la direction de projet du DESI et occupe ce poste tout au long de la construction. Henry Heetderks est chef de projet de 2013 à 2016, suivi par Robert Besuner de 2016 à 2020.
La fabrication de l'instrument est gérée par le laboratoire national Lawrence-Berkeley et entraîne une collaboration scientifique internationale de 600 personnes. Le coût s'est élevé à 56 millions de dollars fournis par l'Office of Science du département de l'Énergie, plus 19 millions de dollars supplémentaires provenant d'autres sources non fédérales, y compris des contributions en nature.
L'approbation du Congrès pour le lancement du DESI en tant que nouvel équipement majeur est fournie dans la législation sur les crédits pour l'énergie et l'eau de l'exercice fiscal 2015. La construction du nouvel instrument commence le 22 juin 2016 et est en grande partie achevée en 2019. La première lumière  de l'instrument est obtenue dans la nuit du 22 octobre 2019, la mise en service se terminant le 21 mars 2020.
La construction de DESI est achevée avec une économie de 1,9 million de dollars et 17 mois plus tôt que prévu. En conséquence, le projet reçoit le prix d'excellence en gestion de projet du DOE pour 2020. Après une pause due à la pandémie et une transition vers le contrôle à distance, DESI reprend son relevé en décembre 2020 avec une phase finale de vérification et de validation avant de commencer le 14 mai 2021 son relevé prévu sur cinq ans.
DESI est arrêté pendant trois mois à l'été 2022 en raison de l'incendie de Contreras qui encercle l'observatoire Kitt Peak, mais l'instrument ne subit aucun dommage.
En 2024, la direction de DESI se compose du directeur, Michael E. Levi, des co-porte-parole de la collaboration, Kyle Dwason et Nathalie Palanque-Delabrouille, également directrice du LBNL, des concepteurs scientifiques David J. Schlegel et Julien Guy, du chef de projet Patrick Jelinsky, des instrumentistes Klaus Honscheid et Constance Rockosi[réf. souhaitée]. 

## Relevés précédents utilisés
Pour fournir des cibles pour le relevé DESI, trois télescopes ont sondé le ciel nord et une partie sud dans les bandes g, r et z. Ces relevés étaient le Beijing-Arizona Sky Survey (BASS), utilisant le télescope Bok de 2,3 m, le Dark Energy Camera Legacy Survey (DECaLS), utilisant le télescope Blanco de 4 m et le Mayall z-band Legacy Survey (MzLS), utilisant déjà le télescope Mayall de 4 mètres.
La zone des relevés couvre 14 000 degrés carrés (environ un tiers du ciel), en évitant la Voie lactée. Ces relevés ont été combinés sous le nom de Legacy Surveys,. Les images couleurs des relevés peuvent être visualisées dans le Legacy Survey Sky Browser qui contiennent 1,6 milliard d'objets, y compris des galaxies et des quasars remontant à 11 milliards d'années.

## Site

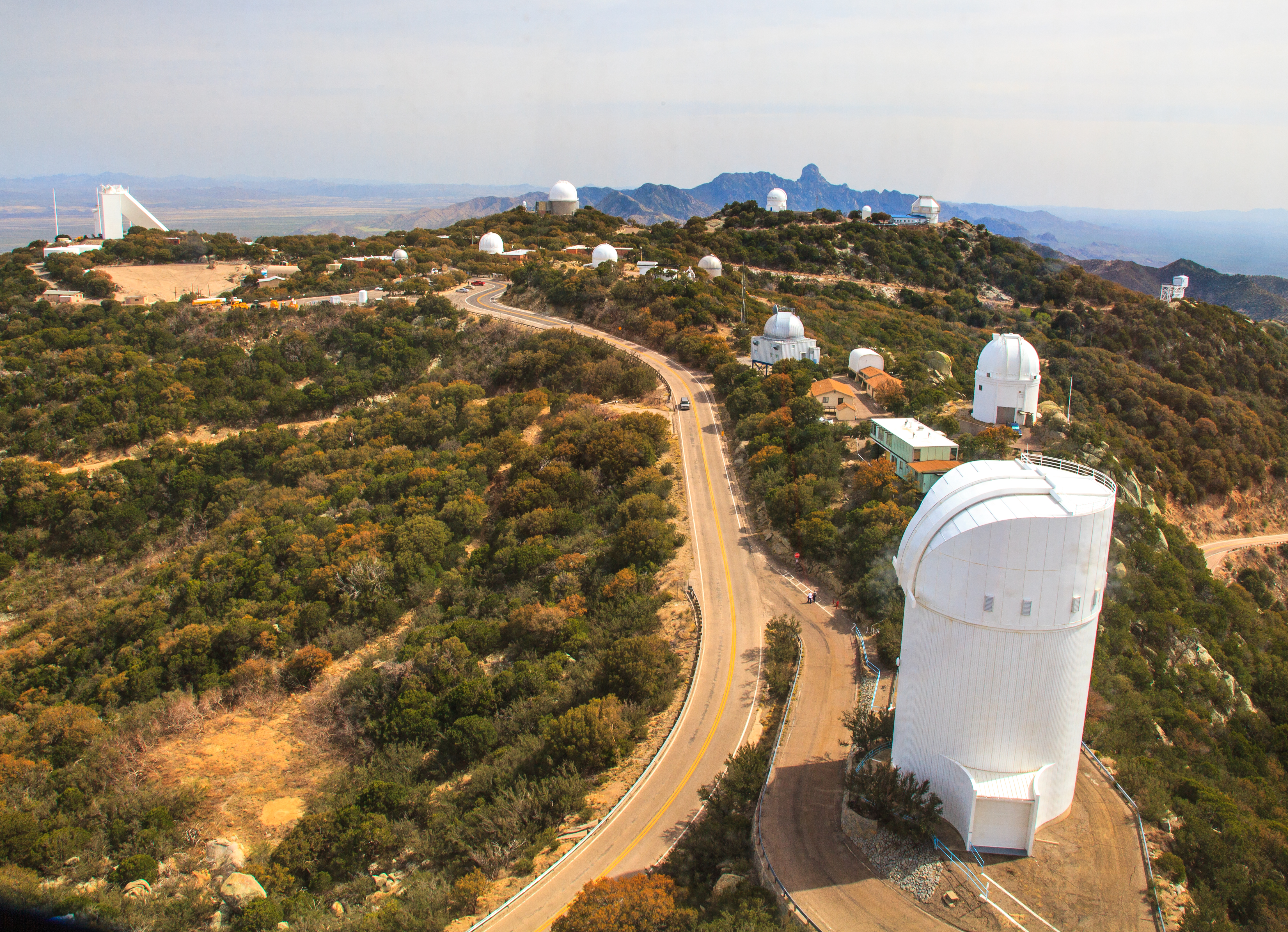
L'observatoire de Kitt Peak

DESI est situé à 2 100 m d'altitude, au sein de l'observatoire de Kitt Peak, où il a été adapté sur le télescope Mayall de 4 m de diamètre datant de 1970. Le site est à 90 km de Tucson en Arizona.

## Premiers résultats
Le grand relevé de galaxies DESI, mené avec le télescope Mayall de 4 m au Kitt Peak Observatory (Arizona), a débuté en mai 2021. La collaboration DESI a publié Le 19 mars 2025 trois études clés couvrant les données de ses trois premières années d’observations.
Un an après ses premiers résultats et avec deux fois plus de données, DESI confirme la préférence pour une énergie sombre dynamique, mettant à l’épreuve le modèle où l’énergie sombre est décrite par une constante cosmologique .